# Округ Декејтур (Тенеси)
Округ Декејтур (енгл. Decatur County) је округ у америчкој савезној држави Тенеси.

## Демографија
По попису из 2010. године број становника је 11.757, што је 26 (0,2%) становника више него 2000. године.
| Група             | 2000.          | 2010.          |
| Белци             | 10.954 (93,4%) | 10.947 (93,1%) |
| Афроамериканци    | 407 (3,5%)     | 338 (2,9%)     |
| Азијати           | 23 (0,2%)      | 25 (0,2%)      |
| Хиспаноамериканци | 229 (2,0%)     | 308 (2,6%)     |
| Укупно            | 11.731         | 11.757         |